# ホイッドビー・アイランド (ドック型揚陸艦)
| USS Whidbey Island LSD-41 |                                                                               |
| 艦歴                      |                                                                               |
| 発注                      | 1981年2月9日                                                                  |
| 起工                      | 1981年8月4日                                                                  |
| 進水                      | 1983年6月10日                                                                 |
| 就役                      | 1985年2月9日                                                                  |
| 母港                      | バージニア州リトルクリーク統合遠征基地                                        |
| 性能諸元                  |                                                                               |
| 排水量                    | 軽荷排水量：11,471 t 満載排水量：16,360 t                                     |
| 全長                      | 610 ft (185.9 m)                                                              |
| 全幅                      | 84 ft (25.6 m)                                                                |
| 吃水                      | 21 ft (6.4 m)                                                                 |
| 機関                      | コルト・インダストリーズ製 16気筒ディーゼルエンジン四基 2軸, 33,000shp (25MW) |
| 最大速度                  | 20+ ノット (37+ km/h)                                                         |
| 乗員                      | 士官22名、兵員391名                                                           |
| 上陸要員                  | 402名、一時的に102名増員可能                                                  |
| 兵装                      | 25mm Mk-38機関砲二基 20mm ファランクスCIWS二基 12.7mm機銃六基                 |
| 上陸艇                    | LCAC4隻またはLCM-6、21隻                                                      |
| モットー:                 | Intrepid Vanguard                                                             |

ホイッドビー・アイランド(USS Whidbey Island, LSD-41)は、アメリカ海軍のドック型揚陸艦。ホイッドビー・アイランド級ドック型揚陸艦の1番艦。艦名はワシントン州ピュージェット・サウンドのホイッドビー島に因んで命名された。

## 艦歴
ホイッドビー・アイランドは1981年8月4日にワシントン州シアトルのロッキード造船で起工し、1983年6月10日にサリー・ゴートン夫人（上院議員スレード・ゴートンの妻）によって命名、進水した。1985年2月9日にP・M・マルドゥーン艦長の指揮下就役した。
1981年2月にアメリカ海軍は老朽化したトーマストン級ドック型揚陸艦に代わる新型揚陸艦 LSD-41の建造契約をワシントン州シアトルのロッキード造船と結んだ。1981年8月4日に起工式が行われ、海軍長官ジョン・F・リーマンは艦のキールにサインを書き込んだ。
新型揚陸艦1番艦の名称はホイッドビー・アイランドと名付けられ、その名を持つ初めての艦となったが、1940年代末にはホイッドビー(USS Whidbey, AG-141)という艦が存在した。
ホイッドビー・アイランドはLCAC-1級エア・クッション型揚陸艇を運用できるよう設計された初めての艦であった。LCACの運用試験は1985年7月から9月および1986年5月から7月まで行われた。
2005年時点でホイッドビー・アイランドはセドリック・E・プリングル艦長の指揮下揚陸グループ2に所属する。